# 情陷夜中環2
《情陷夜中環2》（Central Affairs 2），香港亞洲電視本港台時裝劇集，於2006年5月29日至2006年7月7日，21:30-22:30首播，共30集，監製鄭偉文。此劇以香港的地產業為背景，講述地產業種種的爾虞我詐、勾心鬥角的場面。

## 故事大綱
在八十年代，香港經營當鋪的江蘇和在廣州當女工的董知書是典型的中港婚姻。二人婚後，仍然相隔兩地各自生活，知書先後為江蘇誕下大女兒江海潮及小女兒江海瀾，知書對沒有生下兒子而內疚，但一雙女兒生得聰明伶俐，標致可人，總能令大男人的江蘇展露笑容，知書簡直當一雙女兒是心中瑰寶。 
　　經多年的申請，知書和兩名女兒終獲得來港的單程證。就在知書歡天喜地的帶著分別五歲及三歲的女兒到深圳火車站，準備來港定居之時，卻遇上賊人搶手袋，知書極度無助之際，幸得當時在深圳的香港過氣警察崔志文見義勇為，挺身幫忙，二人追賊而去，留下海潮照顧海瀾。偏偏這時竟有人乘亂將海瀾拐走，姐姐海潮本來是可以大聲叫「救命」的，但在電光火石間，海潮竟然沒有作聲，就這樣眼巴巴讓海瀾被帶走了！知書只有帶海潮來港定居，每年上大陸尋小女兒，但海瀾像是人間蒸發般無法尋回，令知書的心上有一片揮之不去的陰霾，經常發惡夢。海潮長大後，亦有內咎感，總覺得是自己的責任令妹妹失蹤！ 
　　匆匆廿載過去，當日被拐走的海瀾，輾轉被一對國內的胡姓醫生夫婦所收養，且養育成人！雖然養母對海瀾視如己出，悉心栽培，還讓她就讀戲劇學院，可是海瀾對養父母一直保持距離，因為她明白自己並非二人親生女兒，還是保持適當的距離比較好！她對姐姐則懷恨在心！ 
　　江蘇的生意越做越大，並得香港大地產商齊百川的提攜，在地產市道上大有斬獲，還獲得“釘王”的美譽。雖然環境轉好，但他仍住在舊居，貪其風水好。多年來，知書用盡方法，也沒有海瀾的任何消息，引以為憾，夫妻間亦因此感情有裂痕，江蘇更在外面養了一個小情婦，名叫黃紅紅，此人貪得無厭，不時擾騷知書，圖令知書知難而退。但知書不想家庭再遭拆散，不惜忍辱負重，啞忍一切。 知書有苦無路訴，常與相交二十年的崔志文喝茶聚舊。志文本是一名過氣的警察，平日喜順口開河，但有義氣。養育兩名前同居女友所遺下的一雙子女：崔小鳳及崔小龍，但兩人都讀書不成，並不長進。崔志文對知書十分愛慕，只是相逢恨晚，知書的心思都放在家庭上。志文當然不敢造次，只得把愛慕知書之情隱藏心內，樂於在知書身旁充當好朋友的角色。 
　　海潮亦因為失去妹妹而自責，篤信天主教，以極端虔誠的律己態度去過活，以贖罪心態去過自己的人生，圖以清洗自己的罪孽，海潮大學畢業後，當上了見習律師，與齊震宇拍拖。一次，董知書回國內尋女，遇上嚴重車禍，身受重傷，因她是罕有的負O血型，其主診醫生正好是海瀾的養父，想起了海瀾也是同一血型，便叫她來捐血救人。母女憑此相認。此時，海瀾正處於人生的低潮，本來被導演看中了選定為一齣電影的女主角，卻被好友駱天怡出賣，以卑鄙手段搶了她的角色。海瀾覺得自己在國內難有發展，遂別過養父母，隨知書來港。她在港重逢姐姐海潮，縱然海潮處處相讓，但兩姐妹間的嫌隙從未因此而消解。她甚至把姐姐的男朋友齊震宇搶過來，海潮也相讓，不反對，希望能補償海瀾的一切。 
　　齊震宇原來是富商齊百川的養子，齊百川尚有兩名兒子，分別是性格霸道的齊震東及優柔寡斷的齊震南。震東自視為齊氏集團的接班人，目中無人，但求成功，不擇手段，更視震南及震宇是自己事業的絆腳石，諸多挑剔。一次，震南在收回舊樓發展的過程中，弄出了人命，惹上了官非，幸得震東及崔志文的傾力相助，終把事件擺平。志文更因此被百川招攬當其私人保鑣，二人成了朋友。震東官司得勝，眾人開心慶祝。之後震東對海瀾表達愛意，但被拒，於是強姦海瀾。事後，知書得知，怒不可遏，執意報警把震東繩諸於法，但遭江蘇極力反對，指要保住女兒的名譽，不能讓此事件曝光。其實，江蘇親往與震東擺牌，他並非為女兒出頭爭取公道，只是藉此獲取利益而已。兩人之後更加緊互相勾結！知書得知真相，忍無可忍，加上黃紅紅搞事，遂與江蘇離婚。崔志文即追求知書，成就一段黃昏之戀。 
　　海瀾亦因一而再被親人出賣，思想偏激，覺得這個家欠她實在太多了，她決定要用盡一切方法出人頭地，取回她自己應得的幸福！她憑震宇的女友身份，進入齊氏集團工作，伺機向震東報復。這時，駱天怡亦來港，出盡法寶，認識齊百川，並勾引了他，成為他的情婦。震東曾經出面阻撓不果，但天怡卻因此懷恨在心，暗地買通愛滋辣妹與震東一夜春風。天怡為求取代齊髮妻周慧清的地位，不惜用計害死慧清！震東十分悲慟，海潮因與震宇分手，也十分落寞，遇上了同樣失落的震東，二人酒後糊塗，搞了一夜情。事後，海潮竟有了身孕，震東亦樂於迎娶海潮。眼見海潮嫁了震東，海瀾覺得不能倚靠震宇，把心一橫，毅然和震宇分手，並橫刀奪愛，把齊震南俘擄過來，迅速成婚，進入齊氏集團的核心。 
　　志文得百川之助，開辦物業管理公司，並與知書成婚，如願以償。另一方面，天怡嫁齊百川後，氣焰一時無兩，準備逐步控制齊氏集團。她與海瀾展開了鬥爭！ 海潮懷孕期間，震東被驗出患有HIV，大受打擊，自暴自棄，海瀾乘機把他踢出董事局。震東決定另起爐灶，要求震南給他一大筆錢往南美發展！震南極力反對，二人發生爭執，打將上來，震東擊暈震南，知書趕到，大驚，海瀾為救母，不惜用刀插死震東。知書愛女心切，決代海瀾認殺人罪。震南則成為植物人，無法作證。震宇四方奔走為知書辯護，可是知書堅稱自己是殺人兇手，震宇亦無奈。 此時，齊百川突然猝死，遺囑將大部分家產給天怡，眾譁然，海瀾、海潮等人不惜對簿公堂，反對天怡承繼齊氏集團。原來天怡在百川改立新遺囑時，收買負責律師馬佐治的助手思思，讓思思幫她篡改遺囑。經過多番努力，志文成功說服思思，給他未經篡改的遺囑影印本，欲通知海瀾。此事給天怡得悉，買兇殺志文，志文慘死，遺囑影印本不翼而飛。後來海潮順利產下男嬰，但因親眼看見志文中槍死亡，患上重大創傷後遺症，以致精神錯亂。震宇受百川之託，不能讓駱天怡搶走齊氏集團，所以他用盡辦法，終令駱天怡在集團的股份全部轉讓至海瀾名下的公司。海瀾頓時成為齊氏集團最大服東兼主席，但震宇完成任務後，還是沒有跟海瀾一起，而是選擇獨自離開香港。不過，海瀾和震宇都知道對方是自己的最愛。在震宇離開香港前，駱天怡假裝精神病院的護士，把震宇引來，在震宇離開時，開槍殺死震宇。海瀾雖然有名有利，但心中有悔，尤其母親為己入獄，令她良心不安，最後交代所有事情，然後往自首，還母親知書一個清白，為自己所做的一切而負上責任。齊氏集團再次交回到已康復的海潮及震南的手上，家族事業得以穩步發展。

## 演員表

### 崔家／江家
| 演員   | 角色   | 關係/暱稱 |
| 罗家英 | 江苏   | 董知书之前夫 江海澜、江海潮之父 齐百川、周慧清之亲家 齐震东、齐震南之岳父 黄红红之旧情人 于第25集提及已离开香港、于第29集回港 |
| 謝 賢  | 崔志文 | 吹水文、Robert 董知書之夫 崔小龍、崔小鳳之養父 江海潮、江海瀾之繼父 齊百川之好友兼继亲家 周慧清之继亲家 齐震东、齐震南之继岳父 於第27集被駱天怡買兇槍殺 |
| 金燕玲 | 董知書 | 崔志文之妻 崔小龙、崔小凤之养母 江蘇之前妻 江海潮、江海瀾之母 齐百川、周慧清之亲家 齐震东、齐震南之岳母 於第25集替江海瀾扛下誤殺罪入獄 於第30集出獄 |
| 張文慈 | 江海潮 | Thressa、大囡 江蘇、董知書之長女 江海瀾之姐兼妯娌 崔志文之繼女 齐百川、周慧清之媳 齊震東之妻 齐震南之大嫂兼大姨 齐震宇之前女友兼弟媳 崔小龙、崔小凤之繼姊 於第14集被齊震東猥褻侵犯 于第28集诞下齐震东之子且患上产后抑郁症及創傷後壓力症，后被送去青山醫院治療 于第30集恢复正常出院                                                                 |
| 葉 璇  | 江海瀾 | Samantha、細囡 原名胡細囡 江蘇、董知書失散多年之幼女 江海潮之妹兼妯娌 崔志文之繼女 胡医生之养女 齐百川、周慧清之媳 齊震南之妻 齐震东之弟媳兼姨仔 齊震宇之前女友兼弟媳 崔小龙、崔小凤之繼姊 崔小鳳之好友 駱天怡之好友，後來反目成為死敵 於第3集改名為江海瀾 於第5集被齊震東侵犯 於第25集刺殺齊震東 於第30集自首，因誤殺罪及妨礙司法公正被判入獄七年 |
| 張啟樂 | 崔小龍 | 崔志文、董知书之養子 崔小鳳之兄 仰慕駱天怡 被駱天怡利用 于第22集去广州、于第28集回港 於第30集險被駱天怡杀害 |
| 梁敏儀 | 崔小鳳 | 崔志文、董知书之養女 崔小龍之妹 暗戀齊震南 于第22集去新疆流浪 於第30集回港，險被駱天怡杀害 |

### 齊家
| 演員   | 角色   | 關係/暱稱 |
| 盧海鵬 | 齊百川 | Alex 周慧清之夫 齊震東、齊震南之父 齊震宇之养父 江苏、董知书之亲家 江海潮、江海瀾之家翁 骆天怡之情夫，后反目 崔志文之好友兼继亲家 Shirley之上司 于第25集在医院病床上被駱天怡将头放进被子内悶死 |
| 謝雪心 | 周慧清 | Jane 齊百川之妻 齊震東、齊震南之母 齊震宇之养母 駱天怡之情敵 江苏、董知书之亲家 江海潮、江海瀾之家婆 崔志文之继亲家 于第18集被駱天怡推下扶手电梯死亡 |
| 麥家琪 | 駱天怡 | 為人急功近利，為求目的不擇手段 原名駱小怡 Angela之旗下藝人 與峰哥、思思勾結，後反目 齊百川之情婦，後反目 江海瀾之好友，後來反目成為死敵 齊震東之死敵 崔小龍之仰慕對象，後反目 利用崔小龍 暗戀齊震宇，後反目 杀害周慧清、齐百川、崔志文、思思、峰哥、峰哥的手下、齐震宇 於第7集正式出場，后改名為駱天怡 於第18集推周慧清下扶手電梯导致其死亡 於第22集陷害齊震東令其患上愛滋病 於第25集在医院将卧床的齊百川悶死 於第27集買兇槍殺崔志文兼派人用車撞死思思 於第29集槍殺峰哥、峰哥的手下且毁容 於第30集槍殺齊震宇，后殺害崔小龍、崔小鳳未遂，最後失足墮樓死亡 |
| 陳啟泰 | 齊震宇 | Simon，震宇 CIG法律顧問 泉叔之子 齊百川、周慧清之養子 齊震東、齊震南之养兄 江海潮、江海瀾之前男友 駱天怡之暗戀對象 于第30集被駱天怡射殺 |
| 陳保元 | 齊震東 | Tony，東少 CIG行政總裁 齊百川、周慧清之長子 齊震宇之养弟 齊震南之兄兼连襟 江海潮之夫 江海澜之姐夫兼大伯 駱天怡之死敵 Johnny之上司 於第5集侵犯江海瀾 於第14集侵犯江海潮 於第22集被駱天怡陷害而患上愛滋病 于第24集被勒令離開CIG 於第24集将齐震南打至重伤令其成为植物人 于第25集被江海瀾捅死 |
| 袁文傑 | 齊震南 | Edward 齊百川、周慧清之幼子 齊震宇之养弟 齊震東之弟兼连襟 江海瀾之夫 江海潮之妹夫兼叔仔 崔小鳳之暗戀對象 於第7集出現 于第24集被齊震東打至重傷成为植物人 于第30集上体能动及说话但要坐轮椅 |

### 其他演員
| 演員   | 角色       | 關係/暱稱                                                        |
| 郑恕峰 | 峰哥       | 骆天怡之跟班，与其勾结，后反目 于第29集被骆天怡槍殺              |
| 吳永金 | 峰哥的手下 | 于第29集被骆天怡槍殺                                             |
| 楊子韜 | 冯佐治     | 齐百川遗嘱律师 于第26集被骆天怡之手下開車撞死                    |
| 黃慧敏 | 卢思思     | 冯佐治之助理 与骆天怡勾结，后反目 于第27集被骆天怡之手下開車撞死 |
| 李思蓓 | 黃紅紅     | 江蘇舊情人                                                       |
| 黃文慧 | 胡醫生     | 江海瀾的養母                                                     |
| 梁皓楷 | Johnny     | 齊震東的私人助理                                                 |
| 何彥樺 | Angela     | 駱天怡的經理人                                                   |
| 李可瑩 | Shirley    | 齊百川的秘書                                                     |
| 關偉倫 | 泉叔       | 齊震宇之親父 齊百川之專用司機                                    |
| 黃美芬 | Mary       | 齐家之管家、于第22集辞职                                         |
| 黃子雄 | 霍sir      | 警察                                                             |
| 張 雷  | 老 馮      | 警察 崔志文好友                                                  |

## 歌曲

### 主題曲
《豁達》

主唱:陳鳳

作曲:

編曲:鄧世傑

監製:鄧世傑

《忘了寵我》

主唱:張文慈
曲:李煥明

編曲:褚鎮東

監製:麥皓輪/

## 收視
以下為該劇於亞洲電視首播之收視紀錄(29/05/2006-07/07/2006)星期一至五：
| 週次 | 日期                  | 平均收視 |
| ---- | --------------------- | -------- |
| 1    | 2006年5月29日-6月2日  | 6點      |
| 2    | 2006年6月5日-6月9日   | 6點      |
| 3    | 2006年6月12日-6月16日 | 5點      |
| 4    | 2006年6月19日-6月23日 | 5點      |
| 5    | 2006年6月26日-6月30日 | 6點      |
| 6    | 2006年7月3日-7月7日   | 6點      |

## 外部連結
- 情陷夜中環2網頁

| 中国 湖南卫视 金鹰独播剧场 周一至四、周六、周日 22:00 - 24:00 | 中国 湖南卫视 金鹰独播剧场 周一至四、周六、周日 22:00 - 24:00 | 中国 湖南卫视 金鹰独播剧场 周一至四、周六、周日 22:00 - 24:00 |
| ------------------------------------------------------------- | ------------------------------------------------------------- | ------------------------------------------------------------- |
|                                                               | 情乱夜中环 （2009年5月5日 - 2009年5月21日）                   |                                                               |
| 肥田囍事 （2009年4月23日 - 2009年5月4日）                     | 射星 （2009年5月22日 - 2009年6月10日）                        |                                                               |